# Mesogasteròpodes
Els mesogastròpodes (Mesogastropoda) va ser durant molts anys un ordre tradicional de gastròpodes dins la subclasse Prosobranchia. L'ordre estava compost principalment per cargols marins, però també incloïa alguns cargols terrestres i cargols d'aigua dolça, tots ells mol·luscs gasteròpodes prosobranquis.
Aquest ordre va ser proposat per J. Thiele en el seu treball del 1925, i va ser utilitzat durant moltes dècades posteriorment.
Tanmateix, investigacions recents en malacologia han deixat clar que Mesogastropoda no es un tàxon monofilètic i, per això, ja no està inclòs en les classificacions modernes. Tot i això, la majoria dels textos estàndard i de les guies de camp sobre els mol·luscs daten del període en què aquesta classificació encara era actual i, per tant, sovint fan referències a mesogastròpodes.
Els tàxons que tradicionalment incloia Mesogastropoda ara se situen majoritàriament en la subclasse Caenogastropoda.
Els Mesogastropoda són, en molts aspectes, més desenvolupats que Archaeogastropoda. Encara que hi ha torsió de la massa intestinal, i moviment en espiral del cos, el ctenidi, el nefridi i l'osfradi (òrgan olfactori) del costat dret han desaparegut i només queden els del costat esquerre.